# Trantjärnen (Östervallskogs socken, Värmland)
Trantjärnen är en sjö i Årjängs kommun i Värmland och ingår i Göta älvs huvudavrinningsområde.